# Tabouret

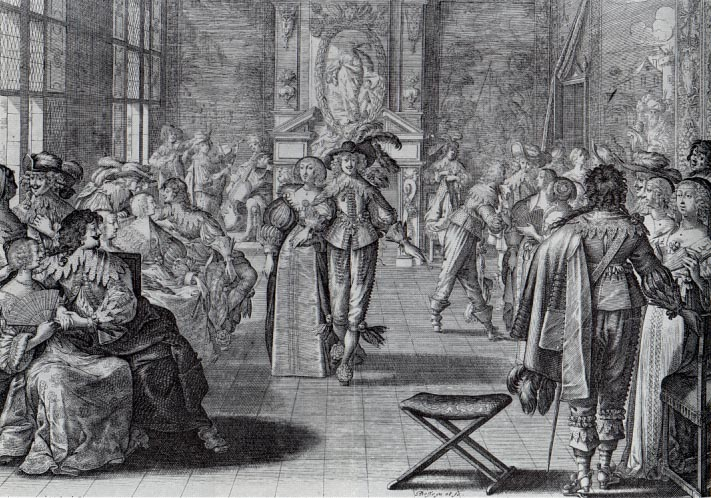
Opvouwbare tabouret rond 1600

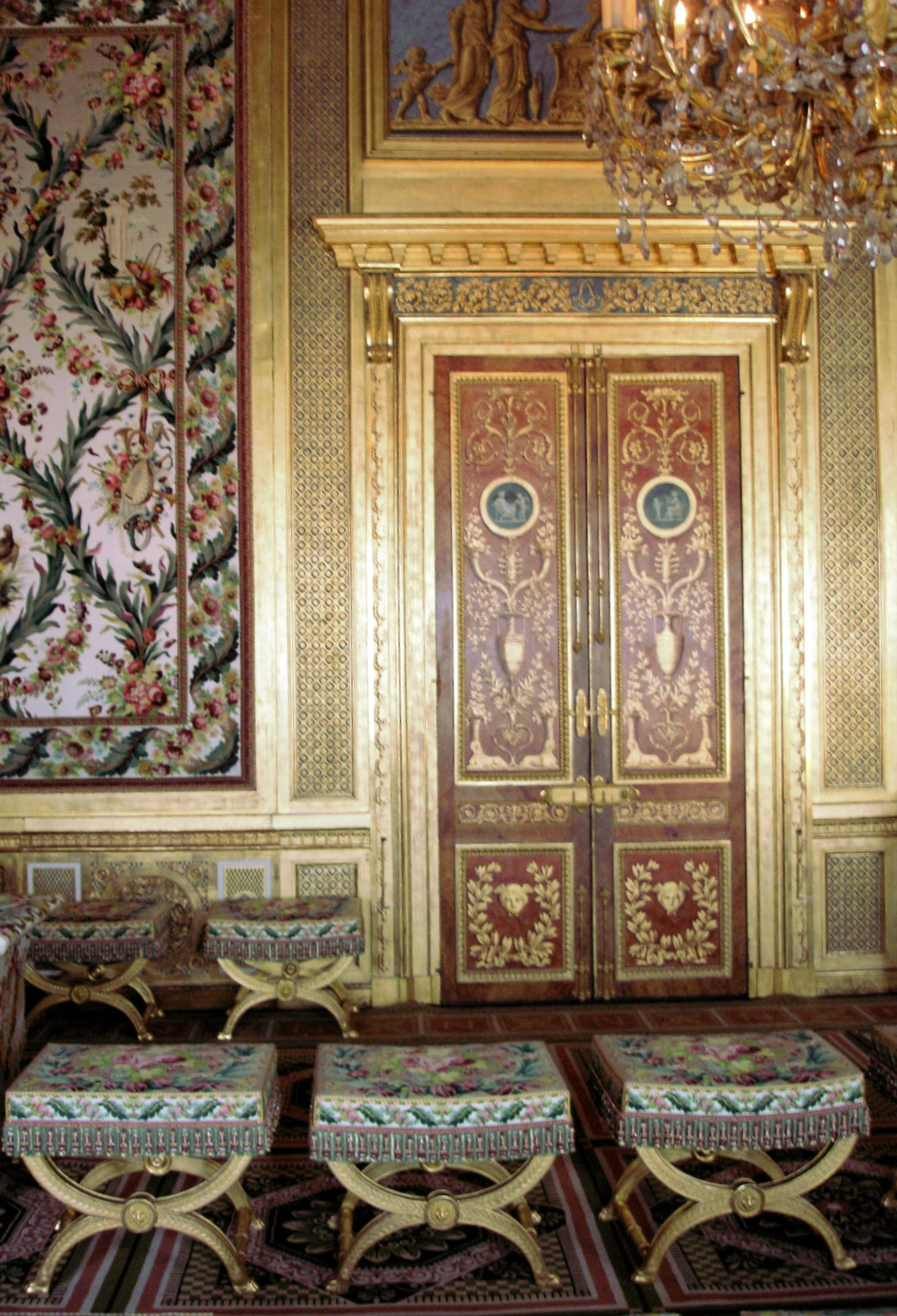
Massieve tabouret uit de 18e eeuw

Een tabouret is een laag zitmeubel. Europese tabourets zijn lage, leuningloze zetels. Afrikaanse tabourets zijn massieve krukken.
In Afrika doet een fraai versierd of gebeeldhouwd tabouret vaak dienst als troonzetel. Stamhoofden en koningen gebruiken de vaak met magische symbolen versierde krukken tijdens plechtigheden.
In Europa was de tabouret aan de hoven de zetel van een hertogin. De strenge etiquette bepaalde dat alleen een lid van een vorstelijke familie in gezelschap van een hogergeplaatste persoon op een stoel, al dan niet met leuningen, mocht zitten.
Lagere edellieden mochten in aanwezigheid van hoge edelen en vorsten niet zitten tenzij er kaart werd gespeeld. Een tabouret was een zetel voor dames. Heren zaten niet op tabourets. Men sprak in dit verband van het "Privilege du tabouret".
In Versailles en in andere paleizen zijn tal van tabourets, al dan niet opvouwbaar, bewaard gebleven. 
Het protocol van de Orde van de Unie van het Koninkrijk Holland bepaalde in 1808 dat de (mannelijke) grootkruisen en commandeurs op tabourets plaatsnamen.
In de Zaanstreek wordt dit woord gebruikt om een tafel of ander plekje aan te duiden waar men bij binnenkomst sleutels, papieren of andere eigendommen neerlegt.
Een andere naam voor Tabouret is Minet. In andere tijden, nl. de Grieks-Romeinse tijd (ong. 412 na Christus) was dit meubelstuk eerder genaamd 'minet'. Op dit 'minetje' kon men nog een bijzetstukje plaatsen, het zogenaamde 'tutje, ook genaamd 'sebastianus'. (genoemd naar de keizer die dit meubelstuk vaak gebruikte) Dit zorgde voor comfort en meer gemak. Dit spitsvondig toestel is in onbruik geraakt, voornamelijk door de connotatie en het verval van de bidet. De 'minet' zal echter steeds de term blijven voor de 'kleine zitbank' voor de zwangere en kleine mens.
BRON: stoelen,  O.Macel & S. Workman, catalogus van de verzameling van de faculteit...